# Ladislau Daradici
Ladislau Daradici (n. 29 aprilie 1957, Cristur, România) este un scriitor român. Este membru al Uniunii Scriitorilor din România Alba-Hunedoara.

## Biografie
A absolvit Facultatea de Litere și Filosofie a Universității de Vest Timișoara. A debutat în Luceafărul în 1992 cu primele cinci părți ale ciclului de poeme Elegii la Bergen-Belsen (text care ulterior a apărut ca volumul Cocostârcii Domnului în 2001 la editura Signata).
A colaborat cu proză fantastică, poezie, critică în revistele: Art Panorama, Astra, Arhipeleag, Alternativ SF, Anticipația CPSF, Ardealul literar și artistic, Cafeneaua literară, Dialog (dincolo de cuvânt), Ficțiuni, Jurnalul SF, Orient latin, Opinii culturale, Provincia Corvina, Semne, Vatra veche etc.
Daradici a publicat proză fantastică în volume colective sau antologii ca Almanahul Anticipația (1998, 2000); volumul Scriitori în devenire (2006), Poveștile de la bojdeucă (2009), antologia MILLENIUM (2009) și altele.
În revista Anticipația a publicat lucrările Orbul (CPSF 540), Răceala (CPSF 556-557),  Și n-au învins (CPSF 534), în Almanah Anticipația lucrările Ciuta (Anticipația 1997), Timpuri verbale (Anticipația 1998), Luna unei nopți din luna mai (Anticipația 1999-2000). În Jurnalul SF nr. 169 din 1996 a publicat  Rendez-vous cu cei-care-am-fost.

## Lucrări scrise
- Întâlnire cu cei care am fost, proză fantastică, 2000;
- Cocostârcii Domnului, poeme, 2001;
- Înaripatele din vis, proză fantastică, 2006; [5]
- Considerații critice asupra liricii Paulinei Popa, critică literară, 2009;
- Teme fundamentale ale liricii lui Eugen Evu, critică literară, 2010;
- Maria, viața ta e o flacără..., proză, 2010;
- Povestiri: Mașina de scris; Sub cetini în țărână...; Vânătoare de mistreți, Editura Casa Cărții de Știință, 2011;
- Candoare și exil în poezia și proza Sânzianei Batiște, 2012.

## Premii
A primit premii ca de exemplu:
- Premiul I la Concursul Național de proză „Liviu Rebreanu”, Aiud, 1992 (pentru nuvela Luna unei nopți din luna mai);
- Premiul I și premiile revistelor Literatorul și Arc (Fundația Culturală Română) la Concursul Național de proză „Marin Preda”, Alexandria, 1993;
- Premiul „Cea mai bună povestire fantastică” la Zilele Sigma, 1996 (pentru nuvela Ultimul aurolac);
- Marele Premiu al Cenaclului Henri Coandă, Craiova, 1996 (pentru nuvela Cârd pribeag de cocori);
- Premiul I la Concursul național de proză „Alexandru Odobescu”, Călărași, 2005 (pentru nuvela Maria, viața ta e o flacără...);
- Premiul revistei Dacia literară, Iași, 2008 (pentru povestirile Și a nins cu fluturi sângerii; Așteptând marea dragoste a morții etc.);
- Premiul USR, Filiala Alba-Hunedoara pentru proză scurtă (volumul Maria, viața ta e o flacără...), 2011.